# Таксон
Таксон (від taxis — розташування) — одиниця класифікації; елемент таксономії, група в класифікації, рівень таксономічного рангу, що використовується в біологічній класифікації. Поняття застосовується переважно в біологічній систематиці, де під таксоном розуміють групу організмів, об'єднаних на основі загальноприйнятих методів класифікації, пов'язаних між собою тим чи іншим ступенем спорідненості, та достатньо відокремлену від інших груп, щоб їй можна було призначити визначену таксономічну категорію (таксономічний ранг) — вид, рід, родина і т. д.
На відміну від таксономічного рангу таксон завжди позначає конкретні біологічні об'єкти (наприклад, поняття «папороті», «китоподібні» чи «хребетні» позначають групи організмів, що слугують об'єктами класифікації), коли поняття «вид», «рід» і т. д. є таксономічними рангами. Конкретний вид сосна звичайна (Pinus sylvestris L.) є таксоном, конкретний рід з присвоєною йому назвою є таксоном і т.ін.
Латинські назви таксонів, залежно від кількості слів, поділяються на уніномінальні, біномінальні, триномінальні і складені.
| Назви         | Таксони                                                                       |
| ------------- | ----------------------------------------------------------------------------- |
| уніномінальні | царство, відділ / тип, клас, порядок / ряд, родина, коліно / триба, рід       |
| біноміальні   | вид, іноді рід (напр. пахуча трава)                                           |
| триноміальні  | підвид (у тварин), вид у разі біноміальної назви роду (пахуча трава звичайна) |
| складені      | підвид (у рослин), різновид / варієтет, форма                                 |

Назва роду рослин і тварин, за деякими винятками (напр. суниці, дзвоники смерекові), є іменником у називному відмінку однини.
У біологічній номенклатурі існує три основні способи вираження видових епітетів. Найпоширенішими в номенклатурі видів є епітети, виражені прикметником, узгодженим із родовою назвою:

Lepus europaeus — заєць європейський